# Гайштут Олександр Григорович
Олександр Григорович Гайштут (рос. Александр Григорьевич Гайштут; 20 вересня 1936 — 31 серпня 2015) — український та російський учитель-методист вищої категорії, лауреат Соросівської премії[джерело не вказане 1466 днів], автор більше 100 книг, підручників і посібників.

## Життєпис
Народився 1930 року.
Навчався у середній школі № 2 м. Новозибків Брянської області.
У 1959 році закінчив Новозибківський державний педагогічний інститут (тепер філія Брянського державного університету ім. І. Г. Петровського)[джерело?].
У 1987 році Науково-дослідний інститут змісту та методів навчання АПН СРСР затвердила його авторську методику навчання. У 1980 році випустив першу книгу.
У 1988 році заснував творче об'єднання «Вчитель».

## Творчий спадок
1. Приемы интенсификации обучения математики в 4-5 классах / А. Г. Гайштут ; Под ред. И. Ф. Тесленко , 124 с. ил. 45.000 экз., Киев: Рад. школа, 1980
2. Гайштут А. Г. Математика в логических упражнениях. Киев: Издательство «Радянська школа», 1985.
3. Микрокалькулятор в руках учителя физики: Пособие для учителей / А. Г. Гайштут, В. Н. Доний, А. С. Поляков 123,[3] с. ил. Киев Рад. школа. 1988.
4. Гайштут А. Г. Калькулятор — твой помощник и соперник в играх. Учебное издание. Для среднего и старшего школьного возраста. Киев: Издательство «Радянська школа», 1988.
5. Геометрия в чертежах: Дидакт. материал, 8-й кл. / Гайштут А. Г., Покровский В. С. ; Киев. пединститут им. М. Горького, Творч. об-ние «Учитель», 9 с. ил. 20 см, Киев., 1991.
6. Решение алгебраических задач: Пособие для учителя / А. Г. Гайштут, Г. Н. Литвиненко, 223 с. ил., Киев Рад. школа. 1991
7. Гайштут, Олександр Григорович. Захоплююча математика: Навч. посібник. Ч. 3 : Множення, ділення /Мін-во освіти України; Пер. з рос. В. В. Смолянця. — К.: Учитель, 1995. — 64 с.: іл.
8. Гайштут, Александр Григорьевич. Увлекательная математика: [Учеб. пособие] — М. : Дом педагогики, 1995
9. Гайштут, Олександр Григорович. Захоплююча математика: Множення, ділення. Ч. 4 /Мін-во освіти України; Адапт. пер. з рос. В. В. Смолянця. — К.: Учитель, 1995. — 64 с.: іл.
10. Алгебра. Розв'язування задач і вправ: навч. посібник / О. Г. Гайштут, Г. М. Литвиненко ; Творча спілка вчителів України. — К. : Магістр-S, 1997. — 256 с.: іл. — ISBN 966-557-032-3
11. Робочий зошит з фізики для 8 класу / В. В. Смолянець, О. Г. Гайштут, [та ін.] ; ред. О. І. Бугайов. — К. : Освіта, 1997. — 80 с. — ISBN 966-04-0014-4
12. Робочий зошит з фізики для 7 класу / В. В. Смолянець, О. Г. Гайштут. — К. : А. С. К., 1997. — 87 с. — ISBN 966-539-040-6
13. Тригонометрія: довідник- задачник / О. Г. Гайштут, Р. П. Ушаков ; Творча спілка вчителів України, Асоціація вчителів математики. — К. : Магістр-S, 1997. — 255 с. — ISBN 966-557-033-1
14. Фізика: Робочий зошит учня. 8 клас] / В. В. Смолянець, О. Г. Гайштут, [та ін] ; ред. Є. В. Коршак. — К. : А. С. К., 1999. — 86 с. — ISBN 966-539-177-1
15. Зошит з математики 1 клас / О. Г. Гайштут, Л. П. Кочина. — К. : КІМО, 1999. — 63 с. — (Мій перший зошит). — ISBN 966-7451-08-9
16. Алгебра. 7- 11 класи: зб. задач / О. Г. Гайштут. — К. : КІМО, 2000. — 192 с. — ISBN 966-7451-13-5
17. Зошит з розвитку мислення для початкових класів / О. Г. Гайштут. — 2.вид., перероб. і доп. — К. : А. С. К., 1999. — 128 с.: іл. — ISBN 966-539-178-x
18. Геометрія — це нескладно. Стереометрія. 10-11 клас: довідник- задачник: Навчально- методичний посібник / О. Г. Гайштут, Г. М. Литвиненко ; Творча спілка вчителів України. — К. : Магістр-S, 1997. — 128 с.: іл. — ISBN 966-557-031-5
19. Геометрія — це нескладно. Планіметрія. 7-9 клас: довідник- задачник: Навчально- методичний посібник / О. Г. Гайштут, Г. М. Литвиненко ; Творча спілка вчителів України. — К. : Магістр-S, 1997. — 112 с.: іл. — ISBN 966-557-030-7
20. Зошит з математики для 1 класу / О. Г. Гайштут, Л. П. Кочина. — 2.вид., доп. — К. : КІМО, 2004. — 64 с.: іл. — (Серія «Мій перший зошит»). — ISBN 966-7451-08-9
21. Геометрія. 7- 11 класи. Планіметрія. Стереометрія: зб. задач / О. Г. Гайштут. — К. : КІМО, 1999. — 144 с.: іл. — ISBN 966-7451-10-0
22. Зошит з математики для 1 класу чотирирічної початкової школи / О. Г. Гайштут, Л. П. Кочина. — 2. вид., доп. — К. : КІМО, 2001. — 64 с.: іл. — (Серія «Мій перший зошит»). — ISBN 966-7451-08-9
23. Зошит з математики для 1 класу/ О. Г. Гайштут, Л. П. Кочина. — Кам'янець-Подільський: Абетка, 2001. — 64 с.: іл. — (Початкова школа). — ISBN 966-682-004-3
24. Думай, міркуй, розв'яжи. Задачник з математики. 1 клас / О. Г. Гайштут, Л. П. Кочина. — Кам'янець-Подільський: Абетка, 2001. — 64 с.: іл. — (Початкова школа). — ISBN 966-7835-94-4
25. Шахи. Перші кроки / О. Г. Гайштут. — К. : «А. С. К.», 2002. — 96 с.: іл. — ISBN 966-539-301-4
26. Робочі таблиці з математики. 1 клас / О. Г. Гайштут, Л. П. Кочина. — Кам'янець-Подільський: Абетка-НОВА, 2001. — 52 с.: іл. — ISBN 966-7988-31-7
27. Робочі таблиці. 2 клас/ О. Г. Гайштут, Л. П. Кочина. — Кам'янець-Подільський: Абетка-НОВА, 2002. — 63 с. — ISBN 966-7988-54-6
28. Їжачок-дошколярик: зошит з підготовки навичок письма / О. Г. Гайштут, О. М. Сулява. — К. : КІМО, 2000. — 56 с.: ілюстр. — (Серія «Мій перший зошит»). — ISBN 966-7451-14-3
29. Математика. Робочі таблиці. 3 клас / О. Г. Гайштут, Л. П. Кочина. — Кам'янець-Подільський: Абетка-НОВА, 2003. — 76 с. — ISBN 966-7988-66-x
30. По ступенькам к развитию внимания, памяти, логики: учеб. пособие / А. Г. Гайштут. — К. : Початкова школа, 2005 . Ч. 1. — [Б. м.]: [б.и.], 2005. — 144 с.: ил. — ISBN 966-8087-18-6
31. Тренінг інтелекту школяра: учись мислити, думати, міркувати / О. Г. Гайштут. — Кам'янець-Подільський: Абетка, 2002. — 308 с.: іл. — ISBN 966-682-026-9
32. Математика. Робочі таблиці. 6 клас / О. Г. Гайштут. — Кам'янець-Подільський: Абетка, 2002. — 88 с. — (Математика). — ISBN 966-682-088-9
33. Гайштут О. Г. Сходинками до розвитку уваги, пам'яті, логіки: програма/ О. Г. Гайштут //Початкова школа. — 2004. — N9. — С. 20-22
34. Александр Григорьевич Гайштут, Логические задачи, головоломки, судоку/ А. Г. Гайштут, Киев : Основа, 2008
35. Їжачок-дошколярик: зошит з підготовки навичок письма / О. Г. Гайштут, О. М. Сулява. — Кам'янець-Подільський: ФОП Сисин О. В. : Абетка, 2009. — 56 с.: іл. — ISBN 978-966-1549-50-9
36. Вчимося мислити. Задачник. 1 клас: [посібник] / О. Г. Гайштут. — Кам'янець-Подільський: ФОП Сисин О. В. : Абетка, 2009. — 80 с. : іл. — (Математика). — 1000 прим. — ISBN 978-966-1549-56-1
37. Вчимося мислити. 2 клас: задачник з математики / О. Г. Гайштут. — Кам'янець-Подільський: ФОП Сисин О. В. : Абетка, 2010. — 76 с. — ISBN 978-966-1549-95-0
38. Вчимося мислити. 3 клас: задачник / О. Г. Гайштут. — Кам'янець-Подільський: Сисин О. В. : Абетка, 2010. — 76 с. : рис. — (Математика). — 500 прим. — ISBN 978-611-539-008-3
39. Вчимося мислити. 4 клас: задачник [з математики] / О. Г. Гайштут. — Кам'янець-Подільський: Сисин О. В. : Абетка, 2010. — 87 с. : іл. — (Математика). — 500 прим. — ISBN 978-611-539-021-2
40. Задачник з математики. Думай, міркуй, розв'яжи. 2 клас: [посібник] / О. Г. Гайштут. — Кам'янець-Подільський: Сисин О. В. : Абетка, 2013. — 87 с. : рис. — (Нова програма) (Початкова школа). — ISBN 978-617-539-158-7
41. Задачник з математики. Думай, міркуй, розв'яжи. 1 клас: [посібник] / О. Г. Гайштут. — Кам'янець-Подільський: Сисин О. В. : Абетка, 2012. — 83, [1] с. : рис. — (Початкова школа) (Нова програма). — ISBN 978-617-539-130-3
42. Тренінг інтелекту школяра. Учись мислити, думати, міркувати / О. Г. Гайштут. — Кам'янець-Подільський: Абетка: Сисин О. В., 2012. — 339 с. : рис., табл. — ISBN 978-617-539-116-7
43. В лабиринте задач и аналогий: [логич. задачи, головоломки, мат. фокусы, необыч. лабиринты, ответы и решения] / А. Г. Гайштут. — Каменец-Подольский: Сисин Я. И. : Абетка, 2014. — 359 с. — ISBN 978-617-7052-14-1
44. Задачник з математики. Думай, міркуй, розв'яжи. 3 клас / О. Г. Гайштут. — Кам'янець-Подільський: Сисин О. В. : Абетка, 2014. — 96 с. : рис. — (Нова програма) (Початкова школа). — ISBN 978-617-539-195-2
45. Задачник з математики. Думай, міркуй, розв'яжи. 4 клас / О. Г. Гайштут. — Кам'янець-Подільський: Сисин О. В. : Абетка, 2015. — 71 с. : рис. — (Початкова школа). — ISBN 978-617-539-207-2
46. Математика. Довідник для абітурієнтів та школярів / О. Г. Гайштут, Р. П. Ушаков, Шамович, О. В. — К. : Літера ЛТД, 2018. — 624 с.